# San Cristóbal de la Cuesta
San Cristóbal de la Cuesta – gmina w Hiszpanii, w prowincji Salamanka, w Kastylii i León, o powierzchni 9,92 km². W 2011 roku gmina liczyła 985 mieszkańców.